# توتونلو، آردانوچ
توتونلو، آردانوچ (به لاتین: Tütünlü, Ardanuç) یک زیستگاه انسانی در ترکیه است که در Ardanuç واقع شده‌است.

## خصوصیات
توتونلو ۱۴۳ نفر جمعیت دارد.